# Krokodýl Ghandee
Krokodýl Ghandee je sedmé studiové album české punk-rockové kapely Totální nasazení vydané v roce 2007.
Album kombinuje rychlé i pomalé punkové rytmy, ale obsahuje i písně v rytmu ska (např. AustralSká). Na albu se nachází třetí pokračování písně Nazi-Czech s protinacistickou tematikou. První verze této písně (Nazi-Czech 1) vyšla v roce 2002 na Crabalaganja, druhá (Nazi-Czech 2) roku 2005 na Když mrvy na šichtu táhnou. Většinu textů napsal bubeník kapely Pavel Pospíšil a frontman Sváťa Šváb.
Album obsahuje 13 písní včetně intra, vyšlo u vydavatelství Popron music a jeho celková stopáž je 36 minut 14 sekund.

## Seznam skladeb
| Pořadí | Název            | Hudba                        | Text           | Délka |
| ------ | ---------------- | ---------------------------- | -------------- | ----- |
| 1.     | Jungle song      | Svatopluk Šváb               | Instrumentál   | 0:38  |
| 2.     | AustralSká       | Svatopluk Šváb               | Pavel Pospíšil | 2:41  |
| 3.     | Nazi-Czech 3     | Svatopluk Šváb               | Pavel Pospíšil | 3:45  |
| 4.     | Recept na podzim | Pavel Pešata                 | Pavel Pospíšil | 3:33  |
| 5.     | Otázky           | Svatopluk Šváb               | Pavel Pospíšil | 3:25  |
| 6.     | Probudím se      | Pavel Pešata                 | Pavel Pospíšil | 2:22  |
| 7.     | Krokodýl Ghandee | Svatopluk Šváb               | Svatopluk Šváb | 3:07  |
| 8.     | Rozčarovaní      | Svatopluk Šváb               | Svatopluk Šváb | 2:38  |
| 9.     | Budem hledat     | Svatopluk Šváb               | Pavel Pospíšil | 2:44  |
| 10.    | Pletu si tě      | Pavel Pešata                 | Pavel Pospíšil | 3:01  |
| 11.    | Zavátý stopy     | Svatopluk Šváb               | Svatopluk Šváb | 2:06  |
| 12.    | Senil song       | Pavel Pešata                 | Pavel Pospíšil | 3:15  |
| 13.    | Swing song       | Pavel Pešata, Svatopluk Šváb | Pavel Pospíšil | 2:59  |